# الجامعة العالمية

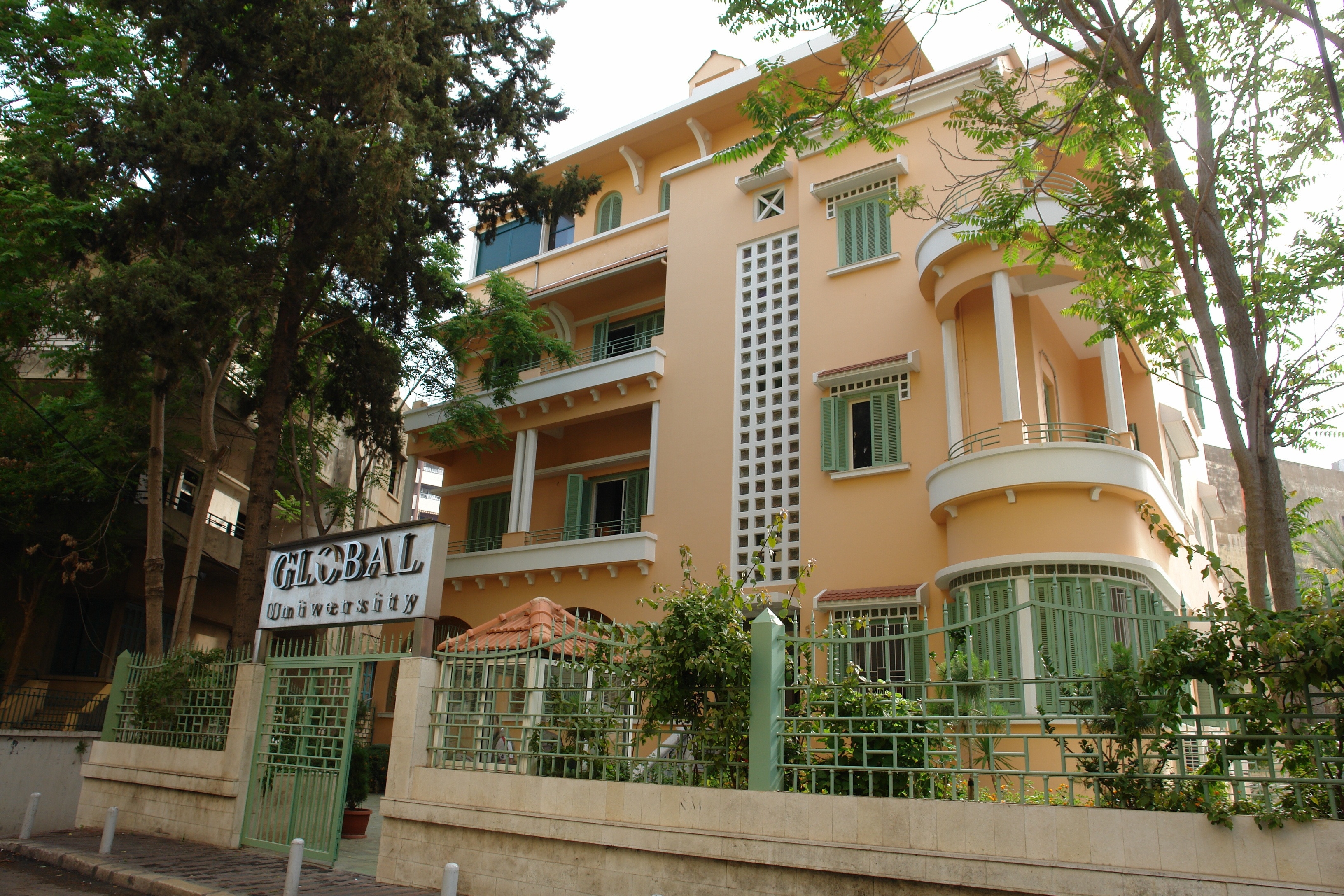
الجامعة العالمية في لبنان

الجامعة العالمية جامعة لبنانية خاصة أسست عام 1992 تحت مرسوم جمهوري رقم 2067 وتعمل وفقا لنظام وزارة التربية والتعليم العالي، الجامعة العالمية عضو في رابطة جامعات لبنان وفي اتحاد الجامعات العربية والاتحاد الدولي للجامعات IAU ولها اتفاقيات تعاون مع كبرى جامعات الدول العربية والأجنبية. تعمل الجامعة العالمية ضمن منظومة جودة التعليم العالي بالتعاون مع منظمة الجودة الأوروبية.

## وصلات خارجية
- الاطلاع على النظام